# Fußball-Asienmeisterschaft 2019/Gruppe E
| Pl. | Land          | Sp. | S | U | N | Tore    | Diff. | Punkte |
| --- | ------------- | --- | - | - | - | ------- | ----- | ------ |
| 1.  | Katar         | 3   | 3 | 0 | 0 | 010:000 | +10   | 09     |
| 2.  | Saudi-Arabien | 3   | 2 | 0 | 1 | 006:200 | +4    | 06     |
| 3.  | Libanon       | 3   | 1 | 0 | 2 | 004:500 | −1    | 03     |
| 4.  | Nordkorea     | 3   | 0 | 0 | 3 | 001:140 | −13   | 0      |

Die Gruppe E der Fußball-Asienmeisterschaft 2019 war eine der sechs Gruppen des Turniers. Das erste Spiel wurde am 8. Januar 2019 ausgetragen, der letzte Spieltag fand am 17. Januar 2019 statt. Die Gruppe bestand aus den Nationalmannschaften aus Saudi-Arabien, Katar, dem Libanon und Nordkorea.

## Saudi-Arabien – Nordkorea 4:0 (2:0)
| Saudi-Arabien                                                            | Saudi-Arabien | Nordkorea | Nordkorea | Aufstellung                               |
| ------------------------------------------------------------------------ | --- | --- | --------- | ----------------------------------------- |
| Saudi-Arabien                                                            | \| 1. Spieltag \| \| 8. Januar 2019 um 20:00 Uhr (17:00 Uhr MEZ) in Dubai (al-Rashid Stadium) \| \| Zuschauer: 5.075 \| \| Schiedsrichter: Peter Green ( Australien) \| \| Spielbericht \| | \| 1. Spieltag \| \| 8. Januar 2019 um 20:00 Uhr (17:00 Uhr MEZ) in Dubai (al-Rashid Stadium) \| \| Zuschauer: 5.075 \| \| Schiedsrichter: Peter Green ( Australien) \| \| Spielbericht \|                                                       | Nordkorea | Aufstellung Saudi-Arabien gegen Nordkorea |
| Saudi-Arabien                                                            | Mohammed al-Owais – Mohammed al-Breik, Ali al-Bulaihi, Mohammed al-Fatil, Yasser al-Shahrani (82. Hamdan al-Shamrani) – Abdullah Otayf, Hattan Bahebri (78. Mohammed al-Saiari), Salem al-Dawsari , Abdulaziz al-Bishi (71. Abdulrahman Ghareeb), Hussain al-Moqahwi – Fahad al-Muwallad Cheftrainer: Juan Antonio Pizzi ( Spanien) | Ri Myong-guk – Kim Chol-bom, Kim Song-gi, An Song-il (46. Kim Kyong-hun), Ri Il-jin, Jang Kuk-chol (56. Ri Chang-ho) – Han Kwang-song, Ri Un-chol, Ri Yong-jik (90.+1' Rim Kwang-hyok), Jong Il-gwan – Pak Kwang-ryong Cheftrainer: Kim Yong-jun | Nordkorea | Aufstellung Saudi-Arabien gegen Nordkorea |
| Saudi-Arabien                                                            | 1:0 Bahebri (28.) 2:0 al-Fatil (37.) 3:0 al-Dawsari (70.) 4:0 al-Muwallad (87.) | | Nordkorea | Aufstellung Saudi-Arabien gegen Nordkorea |
| Saudi-Arabien                                                            | al-Dawsari (45.+1') | Kim C. (32.), Han (36.), Ri I. (53.), Jong (90.) | Nordkorea | Aufstellung Saudi-Arabien gegen Nordkorea |
| Saudi-Arabien                                                            | Han (44.) | | Nordkorea | Aufstellung Saudi-Arabien gegen Nordkorea |
| Saudi-Arabien                                                            | Spieler des Spiels: Salem al-Dawsari (Saudi-Arabien) | | Nordkorea | Aufstellung Saudi-Arabien gegen Nordkorea |
| 1. Spieltag                                                              | | |           |                                           |
| 8. Januar 2019 um 20:00 Uhr (17:00 Uhr MEZ) in Dubai (al-Rashid Stadium) | | |           |                                           |
| Zuschauer: 5.075                                                         | | |           |                                           |
| Schiedsrichter: Peter Green ( Australien)                                | | |           |                                           |
| Spielbericht                                                             | | |           |                                           |

## Katar – Libanon 2:0 (0:0)
| Katar                                                                           | Katar | Libanon | Libanon | Aufstellung                     |
| ------------------------------------------------------------------------------- | --- | --- | ------- | ------------------------------- |
| Katar                                                                           | \| 1. Spieltag \| \| 9. Januar 2019 um 20:00 Uhr (17:00 Uhr MEZ) in al-Ain (Hazza Bin Zayed Stadium) \| \| Zuschauer: 7.847 \| \| Schiedsrichter: Ma Ning ( China) \| \| Spielbericht \|                                                                                       | \| 1. Spieltag \| \| 9. Januar 2019 um 20:00 Uhr (17:00 Uhr MEZ) in al-Ain (Hazza Bin Zayed Stadium) \| \| Zuschauer: 7.847 \| \| Schiedsrichter: Ma Ning ( China) \| \| Spielbericht \|                                                                                     | Libanon | Aufstellung Katar gegen Libanon |
| Katar                                                                           | Saad al-Sheeb – Ró-Ró, Tarek Salman, Bassam al-Rawi – Assim Madibo, Boualem Khoukhi, Karim Boudiaf (56. Abdulaziz Hatem), Abdulkarim al-Ali (62. Abdelkarim Hassan) – Hassan al-Haydos (85. Ahmed Alaaeldin), Almoez Abdulla, Akram Afif Cheftrainer: Félix Sánchez ( Spanien) | Mehdi Khalil – Walid Ismail, Joan Oumari, Felix Michel (77. Samir Ayass) – Ali Hamam, Haitham Faour, Alexander Michel (72. Nader Matar), Moataz al-Junaidi (84. Mohamad Haidar) – Hassan Maatouk , Hilal El-Helwe, Bassel Jradi Cheftrainer: Miodrag Radulović ( Montenegro) | Libanon | Aufstellung Katar gegen Libanon |
| Katar                                                                           | 1:0 al-Rawi (65.) 2:0 Abdulla (79.) | | Libanon | Aufstellung Katar gegen Libanon |
| Katar                                                                           | A. Michel (24.), Maatouk (64.) | | Libanon | Aufstellung Katar gegen Libanon |
| Katar                                                                           | Spieler des Spiels: Assim Madibo (Katar) | | Libanon | Aufstellung Katar gegen Libanon |
| 1. Spieltag                                                                     | | |         |                                 |
| 9. Januar 2019 um 20:00 Uhr (17:00 Uhr MEZ) in al-Ain (Hazza Bin Zayed Stadium) | | |         |                                 |
| Zuschauer: 7.847                                                                | | |         |                                 |
| Schiedsrichter: Ma Ning ( China)                                                | | |         |                                 |
| Spielbericht                                                                    | | |         |                                 |

## Libanon – Saudi-Arabien 0:2 (0:1)
| Libanon                                                                    | Libanon | Saudi-Arabien | Saudi-Arabien | Aufstellung                             |
| -------------------------------------------------------------------------- | --- | --- | ------------- | --------------------------------------- |
| Libanon                                                                    | \| 2. Spieltag \| \| 12. Januar 2019 um 20:00 Uhr (17:00 Uhr MEZ) in Dubai (al-Maktoum Stadium) \| \| Zuschauer: 13.792 \| \| Schiedsrichter: Ali Sabah ( Irak) \| \| Spielbericht \|                                                                                               | \| 2. Spieltag \| \| 12. Januar 2019 um 20:00 Uhr (17:00 Uhr MEZ) in Dubai (al-Maktoum Stadium) \| \| Zuschauer: 13.792 \| \| Schiedsrichter: Ali Sabah ( Irak) \| \| Spielbericht \| | Saudi-Arabien | Aufstellung Libanon gegen Saudi-Arabien |
| Libanon                                                                    | Mehdi Khalil – Alexander Michel, Moataz al-Junaidi, Joan Oumari – Ali Hamam, Felix Michel, Haitham Faour (73. Rabih Ataya), Kassem El-Zein – Mohamad Haidar (86. Mohamed Zein Tahan), Hilal El-Helwe, Hassan Maatouk (76. Nader Matar) Cheftrainer: Miodrag Radulović ( Montenegro) | Mohammed al-Owais – Mohammed al-Breik, Mohammed al-Fatil, Ali al-Bulaihi, Hamdan al-Shamrani – Abdullah Otayf (84. Ibrahim Ghaleb), Hattan Bahebri, Abdulaziz al-Bishi (79. Abdulrahman Ghareeb), Hussain al-Moqahwi, Salem al-Dawsari – Fahad al-Muwallad (73. Yahya al-Shehri) Cheftrainer: Juan Antonio Pizzi ( Spanien) | Saudi-Arabien | Aufstellung Libanon gegen Saudi-Arabien |
| Libanon                                                                    | 0:1 al-Muwallad (12.) 0:2 al-Mogahwi (67.) | | Saudi-Arabien | Aufstellung Libanon gegen Saudi-Arabien |
| Libanon                                                                    | F. Michel (70.), M. Haidar (82.), El-Helwe (89.) | al-Bishi (41.), al-Dawsari (90.+2') | Saudi-Arabien | Aufstellung Libanon gegen Saudi-Arabien |
| Libanon                                                                    | Spieler des Spiels: Hattan Bahebri (Saudi-Arabien) | | Saudi-Arabien | Aufstellung Libanon gegen Saudi-Arabien |
| 2. Spieltag                                                                | | |               |                                         |
| 12. Januar 2019 um 20:00 Uhr (17:00 Uhr MEZ) in Dubai (al-Maktoum Stadium) | | |               |                                         |
| Zuschauer: 13.792                                                          | | |               |                                         |
| Schiedsrichter: Ali Sabah ( Irak)                                          | | |               |                                         |
| Spielbericht                                                               | | |               |                                         |

## Nordkorea – Katar 0:6 (0:3)
| Nordkorea                                                                          | Nordkorea | Katar | Katar | Aufstellung                       |
| ---------------------------------------------------------------------------------- | --- | --- | ----- | --------------------------------- |
| Nordkorea                                                                          | \| 2. Spieltag \| \| 13. Januar 2019 um 15:00 Uhr (12:00 Uhr MEZ) in al-Ain (Khalifa Bin Zayed Stadium) \| \| Zuschauer: 452 \| \| Schiedsrichter: Hettikamkanamge Perera ( Sri Lanka) \| \| Spielbericht \|                                | \| 2. Spieltag \| \| 13. Januar 2019 um 15:00 Uhr (12:00 Uhr MEZ) in al-Ain (Khalifa Bin Zayed Stadium) \| \| Zuschauer: 452 \| \| Schiedsrichter: Hettikamkanamge Perera ( Sri Lanka) \| \| Spielbericht \|                                                       | Katar | Aufstellung Nordkorea gegen Katar |
| Nordkorea                                                                          | Ri Myong-guk – Ri Il-jin, Kim Kyong-hun, Kim Song-gi (77. Ri Thong-il), Kim Chol-bom – Kim Yong-il (43. Ri Hyok-chol), Sim Hyon-jin, Ri Un-chol – Rim Kwang-hyok (63. Ri Yong-jik), Pak Kwang-ryong, Jong Il-gwan Cheftrainer: Kim Yong-jun | Saad al-Sheeb – Ró-Ró (74. Hamid Ismail), Bassam al-Rawi, Tarek Salman, Abdelkarim Hassan (80. Ali Afif) – Assim Madibo (71. Ahmed Fatehi), Abdulaziz Hatem, Hassan al-Haydos , Boualem Khoukhi, Akram Afif – Almoez Abdulla Cheftrainer: Félix Sánchez ( Spanien) | Katar | Aufstellung Nordkorea gegen Katar |
| Nordkorea                                                                          | 0:1 Abdulla (9.) 0:2 Abdulla (11.) 0:3 Khoukhi (43.) 0:4 Abdulla (55.) 0:5 Abdulla (60.) 0:6 Hassan (68.) | | Katar | Aufstellung Nordkorea gegen Katar |
| Nordkorea                                                                          | Ri U. (13.), Jong (17.), Ri I. (17.), Kim Y. (39.), Pak (54.) | Hassan (7.) | Katar | Aufstellung Nordkorea gegen Katar |
| Nordkorea                                                                          | Jong (90.) | | Katar | Aufstellung Nordkorea gegen Katar |
| Nordkorea                                                                          | Spieler des Spiels: Almoez Abdulla (Katar) | | Katar | Aufstellung Nordkorea gegen Katar |
| 2. Spieltag                                                                        | | |       |                                   |
| 13. Januar 2019 um 15:00 Uhr (12:00 Uhr MEZ) in al-Ain (Khalifa Bin Zayed Stadium) | | |       |                                   |
| Zuschauer: 452                                                                     | | |       |                                   |
| Schiedsrichter: Hettikamkanamge Perera ( Sri Lanka)                                | | |       |                                   |
| Spielbericht                                                                       | | |       |                                   |

## Saudi-Arabien – Katar 0:2 (0:1)
| Saudi-Arabien                                                                         | Saudi-Arabien | Katar | Katar | Aufstellung                           |
| ------------------------------------------------------------------------------------- | --- | --- | ----- | ------------------------------------- |
| Saudi-Arabien                                                                         | \| 3. Spieltag \| \| 17. Januar 2019 um 20:00 Uhr (17:00 Uhr MEZ) in Abu Dhabi (Zayed Sports City Stadium) \| \| Zuschauer: 16.067 \| \| Schiedsrichter: Kim Dong-jin ( Südkorea) \| \| Spielbericht \| | \| 3. Spieltag \| \| 17. Januar 2019 um 20:00 Uhr (17:00 Uhr MEZ) in Abu Dhabi (Zayed Sports City Stadium) \| \| Zuschauer: 16.067 \| \| Schiedsrichter: Kim Dong-jin ( Südkorea) \| \| Spielbericht \|                                                                     | Katar | Aufstellung Saudi-Arabien gegen Katar |
| Saudi-Arabien                                                                         | Mohammed al-Owais – Mohammed al-Breik, Ali al-Bulaihi, Mohammed al-Fatil, Hamdan al-Shamrani – Abdullah Otayf (78. Nooh al-Mousa), Yahya al-Shehri , Hattan Bahebri, Hussain al-Moqahwi, Fahad al-Muwallad (75. Ayman al-Khulaif) – Abdulrahman Ghareeb (61. Mohammed al-Saiari) Cheftrainer: Juan Antonio Pizzi ( Spanien) | Saad al-Sheeb – Ró-Ró, Bassam al-Rawi, Tarek Salman, Abdelkarim Hassan – Abdulaziz Hatem, Assim Madibo (69. Salem al-Hajri), Boualem Khoukhi – Hassan al-Haydos (73. Karim Boudiaf), Almoez Abdulla (83. Ahmed Alaaeldin), Akram Afif Cheftrainer: Félix Sánchez ( Spanien) | Katar | Aufstellung Saudi-Arabien gegen Katar |
| Saudi-Arabien                                                                         | 0:1 Abdulla (45.+1') 0:2 Abdulla (80.) | | Katar | Aufstellung Saudi-Arabien gegen Katar |
| Saudi-Arabien                                                                         | al-Bulaihi (41.), al-Saiari (82.) | Madibo (7.), Abdulla (45.+1'), Hatem (58.) | Katar | Aufstellung Saudi-Arabien gegen Katar |
| Saudi-Arabien                                                                         | Al-Owais hält Foulelfmeter von al-Haydos (42.) | | Katar | Aufstellung Saudi-Arabien gegen Katar |
| Saudi-Arabien                                                                         | Spieler des Spiels: Almoez Abdulla (Katar) | | Katar | Aufstellung Saudi-Arabien gegen Katar |
| 3. Spieltag                                                                           | | |       |                                       |
| 17. Januar 2019 um 20:00 Uhr (17:00 Uhr MEZ) in Abu Dhabi (Zayed Sports City Stadium) | | |       |                                       |
| Zuschauer: 16.067                                                                     | | |       |                                       |
| Schiedsrichter: Kim Dong-jin ( Südkorea)                                              | | |       |                                       |
| Spielbericht                                                                          | | |       |                                       |

## Libanon – Nordkorea 4:1 (1:1)
| Libanon                                                                      | Libanon | Nordkorea | Nordkorea | Aufstellung                         |
| ---------------------------------------------------------------------------- | --- | --- | --------- | ----------------------------------- |
| Libanon                                                                      | \| 3. Spieltag \| \| 17. Januar 2019 um 20:00 Uhr (17:00 Uhr MEZ) in Schardscha (Sharjah Stadium) \| \| Zuschauer: 4.332 \| \| Schiedsrichter: Chris Beath ( Australien) \| \| Spielbericht \|                                                                           | \| 3. Spieltag \| \| 17. Januar 2019 um 20:00 Uhr (17:00 Uhr MEZ) in Schardscha (Sharjah Stadium) \| \| Zuschauer: 4.332 \| \| Schiedsrichter: Chris Beath ( Australien) \| \| Spielbericht \|                                                     | Nordkorea | Aufstellung Libanon gegen Nordkorea |
| Libanon                                                                      | Mehdi Khalil – Walid Ismail, Nour Mansour (81. Hassan Chaito), Joan Oumari, Felix Michel – Samir Ayass (77. Adnan Haidar), Nader Matar (53. Rabih Ataya), Hilal El-Helwe, Mohamad Haidar, Alexander Michel – Hassan Maatouk Cheftrainer: Miodrag Radulović ( Montenegro) | Ri Myong-guk – Kim Chol-bom (61. Ri Hyok-chol), Jang Kuk-chol , An Song-il, Sim Hyon-jin – Kim Kyong-hun (29. Kang Kuk-chol; 75. Choe Song-hyok), Ri Un-chol, Ri Yong-jik, Kim Yong-il – Han Kwang-song, Pak Kwang-ryong Cheftrainer: Kim Yong-jun | Nordkorea | Aufstellung Libanon gegen Nordkorea |
| Libanon                                                                      | 1:1 F. Michel (27.) 2:1 El-Helwe (65.) 3:1 Maatouk (80., Foulelfmeter) 4:1 El-Helwe (90.+8') | 0:1 Pak (9.) | Nordkorea | Aufstellung Libanon gegen Nordkorea |
| Libanon                                                                      | A. Michel (30.), M. Haidar (90.+9') | An (11.), Kim C. (61.), Ri H. (72.), Kim Y. (85.) | Nordkorea | Aufstellung Libanon gegen Nordkorea |
| Libanon                                                                      | Spieler des Spiels: Felix Michel (Libanon) | | Nordkorea | Aufstellung Libanon gegen Nordkorea |
| 3. Spieltag                                                                  | | |           |                                     |
| 17. Januar 2019 um 20:00 Uhr (17:00 Uhr MEZ) in Schardscha (Sharjah Stadium) | | |           |                                     |
| Zuschauer: 4.332                                                             | | |           |                                     |
| Schiedsrichter: Chris Beath ( Australien)                                    | | |           |                                     |
| Spielbericht                                                                 | | |           |                                     |